# District de Morondava
Le district de Morondava est un district de la région de Menabe situé dans l'ouest de Madagascar.